# Белчински-Бани
Белчински-Бани (болг. Белчински бани) — село в Болгарии. Находится в Софийской области, входит в общину Самоков. Население составляет 18 человек.

## Политическая ситуация
В местном кметстве Белчин, в состав которого входит Белчински-Бани, должность кмета (старосты) исполняет Венета Кирилова Балабанова (Болгарская социалистическая партия (БСП)) по результатам выборов.
Кмет (мэр) общины Самоков — Ангел Симеонов Николов (Болгарская социалистическая партия (БСП)) по результатам выборов.